# Leopold Janikowski
Leopold Janikowski (14. listopadu 1855 Dąbrówka u Varšavy – 8. prosince 1942 Zielonka) byl polský meteorolog, cestovatel a etnograf.

## Životopis
Leopold Ludwik Janikowski se narodil v Dąbrówce (dnes součástí městského obvodu Białołęka ve Varšavě) rodičům Janovi a Franciszce, rozené Wolkewicz. Byl pokřtěn 22. června 1856 ve farním kostele sv. Jakuba v Tarchomině.
V mládí navštěvoval gymnázium v Kališi. Po svém přestěhování do Varšavy pracoval dlouhou dobu v meteorologickém oddělení varšavské astronomické observatoře.

### První expedice do Kamerunu (1882–1886)
V roce 1881 Janikowski odpověděl na inzerát, který uveřejnil Stefan Szolc-Rogozinski, dvacetiletý důstojník ruského námořnictva, jenž hledal společníky pro svou plánovanou výzkumnou cestu. Cílem výpravy bylo zřídit v biaferské zátoce geografickou stanici, která měla být základnou pro průzkum hornatých kamerunských oblastí.

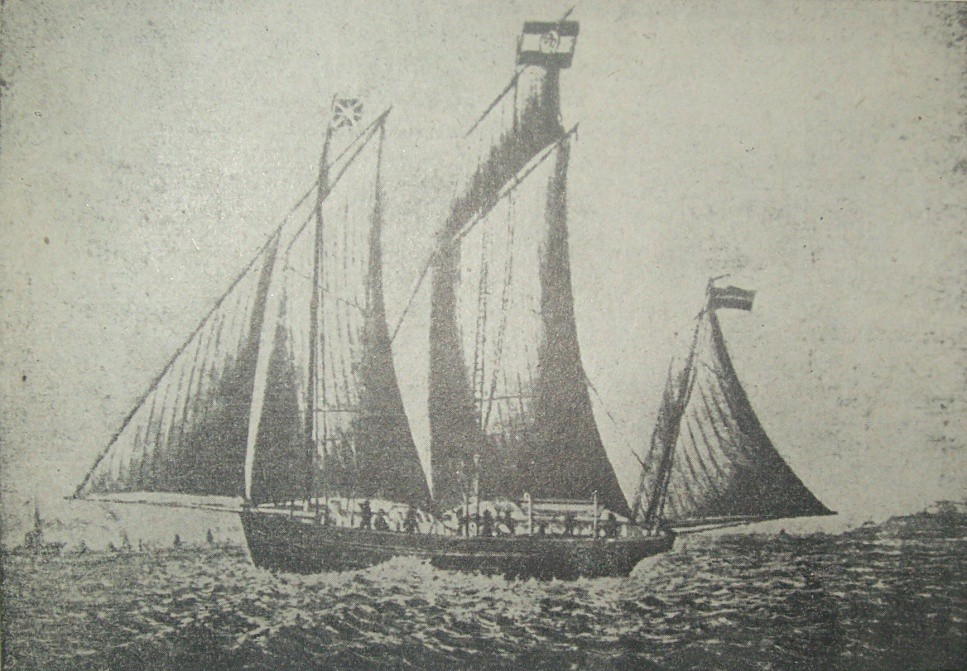
Loď Łucja Małgorzata, 1882

Výprava, kterou vedl Stefan Szolc-Rogozinski, Leopold Janikowski a Klemens Tomczek, vyplula z Le Havru 13. prosince 1882 na lugeru (plachetnici) Łucja Małgorzata (francouzsky La Lucie Marguerite), lodi o výtlaku asi 100 tun s francouzskou posádkou. Plavidlo plulo pod francouzskou vlajkou i vlajkou majitele lodi se znakem Varšavy. Mezi 16. a 20. prosincem musela loď kvůli bouři zakotvit v anglickém přístavu Falmouth.
Po návštěvě Madeiry, Kanárských ostrovů a Libérie se 16. dubna 1883 posádka vylodila v přístavu Santa Isabel na španělském ostrově Fernando Pó v guinejském zálivu. Krátce poté cestovatelé koupili pozemky na ostrově Mondoleh a vybudovaly zde svou základnu. Leopold Janikowski se tehdy zabýval především výstavbou tohoto tábora; po setkání s domorodým lidem Bubi na Fernando Pó pak začal Janikowski studovat jeho zvyky, právo a historii. Později sepsané Janikowského poznatky o kultuře Bubi jsou dle názoru Nuria Fernándeze Morena nejpřesnějším zdrojem informací o politické a vojenské struktuře této etnické skupiny.
Rogoziński a Janikowski podnikli i krátkou třítýdenní výpravu do Gabonu, kde sbírali antropologické a etnografické materiály. Po svém návratu 14. července 1884 u pobřeží Kamerunu zpozorovali německé plachetnice a zjistili, že byl vyhlášen německý protektorát nad říčními oblastmi Kamerunu a Bimbie. Oba dva Poláci se během svého pobytu v Africe aktivně stavěli proti německým snahám o obsazení Kamerunu, což mělo za následek, že byl Janikowski na začátku roku 1885 krátce uvězněn na německé korvetě Bismarck, jejíž posádka si ho spletla s vůdcem výpravy Rogozińským.
Expedice se vrátila do Evropy v létě 1885. Nejprve se cestovatelé vydali do Londýna a Paříže, kde pořádali přednášky a poskytovali rozhovory novinám. Leopold Janikowski byl členem francouzské společnosti Société de géographie a publikoval články v jejím časopise. Poté se výprava vrátila zpátky do Polska.

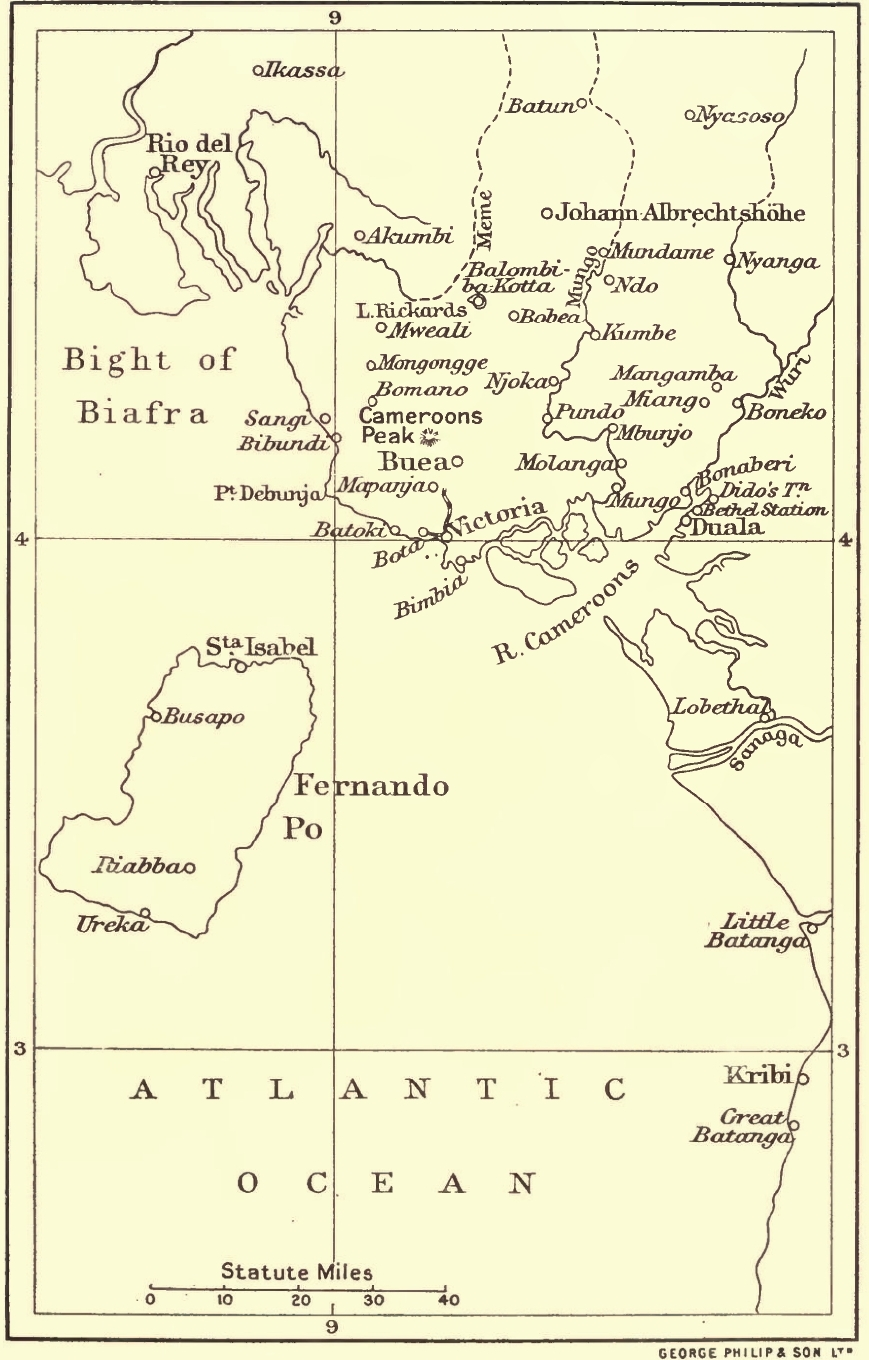
Mapa Kamerunu (1908)

### Polská kolonie
Zachovaný deník Szolce-Rogozińského dle názoru Bagińského potvrzuje „jeho skutečný záměr...vytvořit druhou svobodnou vlast pro emigranty přišlé z uchvácené domoviny.“ Janikowski tuto interpretaci potvrzuje ve své knize z roku 1936:
„Když jsem se v roce 1880 setkal s Rogozińským a když mi prozradil své vědecké plány i jeden z hlavních cílů výpravy, jenž musel skrývat, totiž nalezení vhodného území pro polskou kolonii, která se měla stát budoucím útočištěm pro materiálně a duchovně strádající obyvatele rozděleného Polska, tak mě tento plán naprosto uchvátil a oddal jsem se mu celou svou duší. Osud nám však tento plán nedovolil uskutečnit.“

### Druhá expedice do Afriky (1887-1890)
Počátkem roku 1887 odcestoval Leopold Janikowski podruhé do Afriky, a tentokrát působil poblíž Křišťálových hor (Monts de Cristal) u kmene Mpangue. V prosinci 1889 se kvůli německému obsazení Kamerunu vrátil do Varšavy, a ze své druhé výpravy si přivezl na 1300 různých exponátů.

### Etnografická sbírka
Tato sbírka předmětů z Kamerunu byla vystavena na Janikowského Etnografické výstavě, v roce 1902 pak byla darována Muzeu průmyslu a zemědělství ve Varšavě (Muzeum Przemysłu i Rolnictwa w Warszawie). Časopis Ethnologia Polona ji označil za nejcennější africké exponáty muzea.
V letech 1900–1932 byl Janikowski postupně tajemníkem, zástupcem ředitele, jednatelem ředitele a nakonec správním ředitel této instituce.
V září 1939 byla budova muzea zcela zničena německým bombardováním a následným požárem. Exponáty které nepodlehly zkáze se během války ztratily, a z Janikowského etnografické sbírky tak nezůstalo vůbec nic.

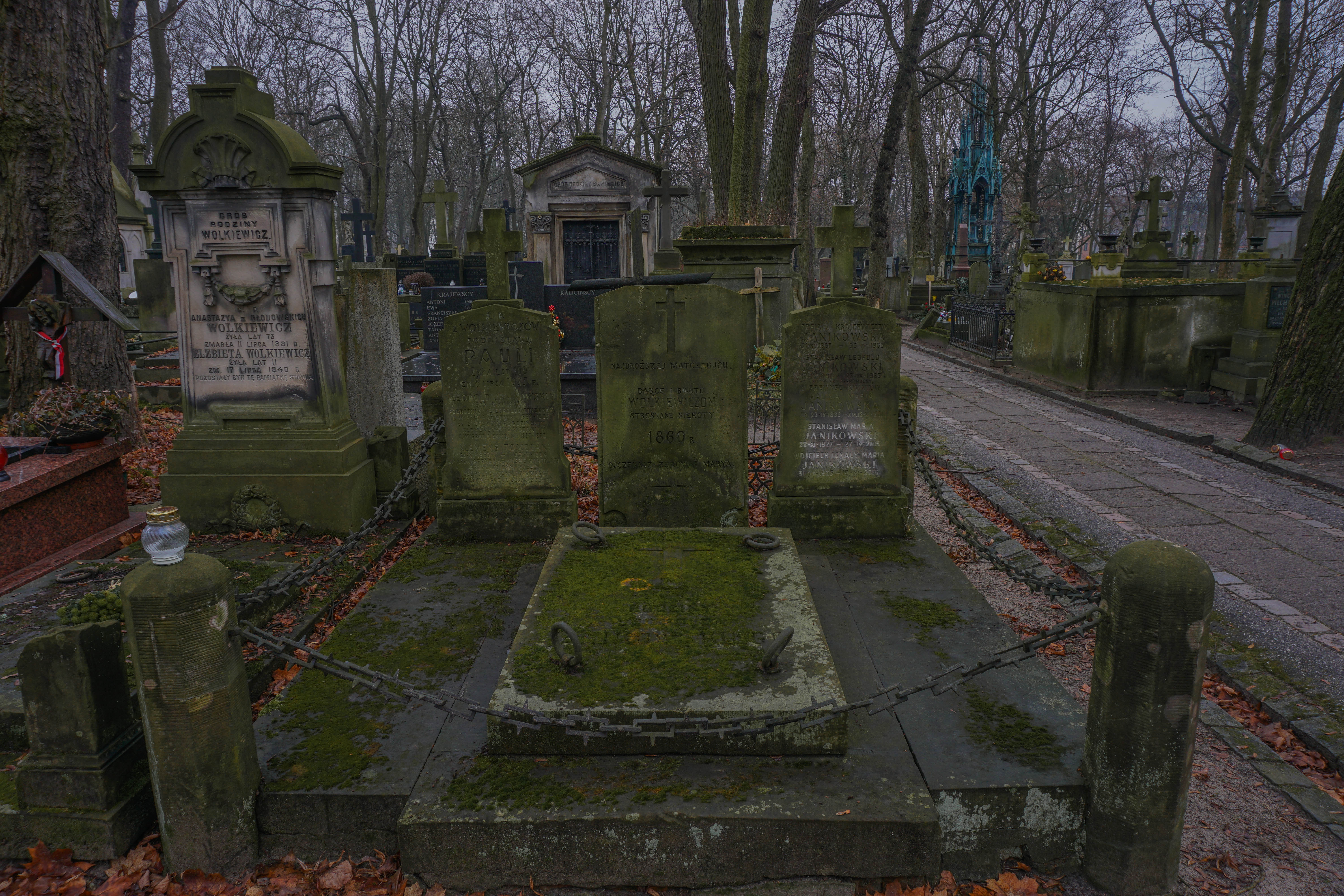
Hrob Leopolda Janikowského

### Zielonka
Za války žili Janikowski a jeho manželka v Zielonce a ukrývali zde Židy ve sklepě pod kuchyní. Leopold Janikowski zemřel v Zielonce 8. prosince 1942 a byl pohřben na hřbitově v Powązkách ve Varšavě. V roce 2022 byla na jeho počest vytvořena nástěnná malba na budově Muzea Zielonka v ulici Kolejowa.

## Rodina
Leopold Janikowski měl syna Stanisława Leopolda Janikowského, který se stal diplomatem.

## Vyznamenání
7. prosince 1932 mu byl udělen Zlatý záslužný kříž.

## Literární dílo
Janikowski publikoval své poznatky z cest v několika odborných geografických časopisech; polský Kurier Warszawski na svých stránkách uveřejňoval jeho dopisy. Janikowski byl také autorem knihy V džunglích Afriky. Vzpomínky na polskou expedici do Afriky v letech 1882–90 (W dżunglach Afryki. Wspomnienia z polskiej wyprawy afrykańskiej w latach 1882–90) z roku 1936.